# В'єнн (округ)
Округ В'єнн (фр. Arrondissement de Vienne) — округ у Франції, в департаменті Ізер. 2023 року округ об'єднував 113 муніципалітети, населення становило 217 850 осіб.
Адміністративний центр (супрефектура) — В'єнн.

## Муніципалітети
Список муніципалітетів округу та їхні коди INSEE:
1. Анжу (38009)
2. Аньєн (38003)
3. Арта (38015)
4. Асьє (38017)
5. Бельгард-Пусьє (38037)
6. Бовуар-де-Марк (38035)
7. Борепер (38034)
8. Босьє (38049)
9. Бофор (38032)
10. Брезен (38058)
11. Бресьє (38056)
12. Бріон (38060)
13. Буже-Шамбалю (38051)
14. Валансен (38519)
15. Верніо (38536)
16. В'єнн (38544)
17. Віллетт-де-В'єнн (38558)
18. Віль-су-Анжу (38556)
19. Вільнев-де-Марк (38555)
20. Віривіль (38561)
21. Грене (38184)
22. Дьємо (38144)
23. Ейзен-Піне (38160)
24. Ейріє (38189)
25. Естраблен (38157)
26. Жарден (38199)
27. Жарсьє (38198)
28. Жійонне (38180)
29. Клона-сюр-Варез (38114)
30. Кур-е-Бюї (38134)
31. Кюлен (38141)
32. Ла-Кот-Сент-Андре (38130)
33. Ла-Фортересс (38171)
34. Ла-Фретт (38174)
35. Ла-Шапель-де-Сюр'є (38077)
36. Лантьйоль (38209)
37. Ле-Кот-д'Аре (38131)
38. Ле-Пеаж-де-Руссійон (38298)
39. Ле-Рош-де-Кондріє (38340)
40. Лонжшеналь (38213)
41. Люзіне (38215)
42. Льєдьє (38211)
43. Марколлен (38219)
44. Марнан (38221)
45. Марсійоль (38218)
46. Мейр'є-лез-Етан (38231)
47. Мейсьє (38232)
48. Монсеверу (38259)
49. Монстеру-Мільє (38244)
50. Монфалькон (38255)
51. Мотьє (38267)
52. Муадьє-Детурб (38238)
53. Муасьє-сюр-Долон (38240)
54. Оберив-сюр-Варез (38019)
55. Орнасьє-Бальбен (38284)
56. Паже (38291)
57. Пакт (38290)
58. Пеноль (38300)
59. Пізьє (38307)
60. План (38308)
61. Помм'є-де-Борепер (38311)
62. Пон-Евек (38318)
63. Порт-де-Боннво (38479)
64. Примаретт (38324)
65. Ревантен-Вогрі (38336)
66. Ревель-Турдан (38335)
67. Руабон (38347)
68. Руая (38346)
69. Руссільйон (38344)
70. Саблон (38349)
71. Сава-Мепен (38476)
72. Салез-сюр-Санн (38468)
73. Сардьє (38473)
74. Сейссюель (38487)
75. Сен-Бартелемі (38363)
76. Сен-Жан-де-Бурне (38399)
77. Сен-Жорж-д'Есперанш (38389)
78. Сен-Жуар (38387)
79. Сен-Жульєн-де-л'Ермс (38406)
80. Сен-Жуст-Шалейссен (38408)
81. Сен-Ілер-де-ла-Кот (38393)
82. Сен-Клер-дю-Рон (38378)
83. Сен-Клер-сюр-Галор (38379)
84. Сен-Мішель-де-Сен-Жуар (38427)
85. Сен-Морис-л'Егзіль (38425)
86. Сен-П'єрр-де-Бресьє (38440)
87. Сен-Поль-д'Ізо (38437)
88. Сен-Прем (38448)
89. Сен-Ромен-де-Сюр'є (38452)
90. Сен-Сімеон-де-Бресьє (38457)
91. Сен-Сорлен-де-В'єнн (38459)
92. Сент-Альбан-дю-Рон (38353)
93. Сент-Анн-сюр-Жервонд (38358)
94. Сент-Аньєн-сюр-Бйон (38351)
95. Сент-Етьєнн-де-Сен-Жуар (38384)
96. Серпез (38484)
97. Сетем (38480)
98. Сіян (38490)
99. Сонне (38496)
100. Тодюр (38505)
101. Трамоле (38512)
102. Уайтьє-Сент-Обла (38288)
103. Фараман (38161)
104. Шалон (38066)
105. Шамп'є (38069)
106. Шана (38072)
107. Шарантонне (38081)
108. Шасс-сюр-Рон (38087)
109. Шатене (38093)
110. Шатонне (38094)
111. Шейсьє (38101)
112. Шона-л'Амбаллан (38107)
113. Шузель (38110)